# هيتوشي إيمامورا
هيتوشي إيمامورا (باليابانية: 今村均؛ بالكانا: いまむら ひとし) هو عسكري ياباني، ولد في 28 يونيو 1886 في سنداي في اليابان، وتوفي في 4 أكتوبر 1968.